# Fürstenberg (Bodanrück)
Der Fürstenberg ist ein Hügel im nach ihm benannten Stadtteil Fürstenberg der Stadt Konstanz. Er hat eine Fläche von 3,4 Hektar, ist 450 Meter lang und 140 Meter breit. Er hat eine Höhe von rund 30 Metern gegenüber dem umliegenden Gelände, die höchste Stelle liegt auf 437 m ü. NHN.

## Lage
Der Fürstenberg befindet sich im gleichnamigen Stadtteil am nordwestlichen Ende der Stadt Konstanz. Er liegt direkt an der Fürstenbergstraße, die den Stadtteil Wollmatingen mit der Kernstadt verbindet. Der Fürstenberg ist nach Nordwesten ausgerichtet.

## Geologie
Der Fürstenberg ist ein Drumlin, einer der Hügel, die in der letzten Eiszeit (Würm-Kaltzeit) durch Gletscherbewegungen aus Ablagerungen der vorherigen Eiszeit entstanden sind. Am Grunde des bei Konstanz rund 750 m mächtigen Rheingletschers bildeten sich langgestreckte und bis über 100 m hohe Geschiebehaufen. Als sich der Gletscher vor rund 14.000 Jahren zurückzog, blieben diese Haufen, die Drumlins, liegen. Auf dem Bodanrück gibt es etwa 150 Drumlins, die meist in Gruppen angeordnet sind. Alle sind in Fließrichtung des Eises ausgerichtet und liegen daher parallel zu den Längsseiten des Bodanrücks nach Nordwesten gestreckt.
Der Untergrund besteht aus einem Lockersediment aus Grundmoränenmaterial, das sich im Wesentlichen aus heterogenen, gemischtkörnigen Erdstoffen zusammensetzt.

## Vegetation
Im Jahre 1832 wurde der Fürstenberg entwaldet, seitdem entstand eine ungedüngte und sehr artenreiche Wiesenlandschaft. Am steilen Südhang des Fürstenbergs ist es überdurchschnittlich warm und trocken, hier hat sich Halbtrockenrasen ausgebildet. Auf der restlichen Fläche entwickelten sich Magerwiesen. Das Grünland wurde regelmäßig gemäht, aber nie intensiv landwirtschaftlich genutzt. Auch als sich die Stadt ausdehnte, blieb der Fürstenberg mit seinen Wiesen erhalten und bietet vielen spezialisierten Tierarten eine Existenzgrundlage.
Damit die Magerwiesen in bestehender Form erhalten bleiben und keine Bewaldung einsetzt, müssen sie regelmäßig gepflegt werden. An den Randbereichen des ehemals baumfreien Fürstenbergs ist eine beginnende Bewaldung zu erkennen. Es genügt eine Mahd im Jahr, damit der Gehölzaufwuchs verhindert werden kann, wobei aber zum Schutz spezialisierter Tierarten nie alles gleichzeitig gemäht werden sollte. Stand Sommer 2003 sind auf dem Fürstenberg insgesamt 686 Tier- und Pflanzenarten nachgewiesen.

## Geschichte
Im 18. Jahrhundert war der Fürstenberg noch bewaldet und hieß „Berchenbühl“. Im Jahr 1830 kaufte der Brauer Carl Barxell der Gemeinde Wollmatingen den Fürstenberg ab. Am Nordhang wurde ein Bierkeller eingerichtet und auf dem 1932 entwaldeten Berg eine von Ostern bis Oktober betriebene Sommerwirtschaft mit einem strohgedeckten Rondell errichtet und betrieben.
Die Wirtschaft direkt über dem Bierkeller mit schöner Aussicht und Tanzveranstaltungen war bald ein beliebtes Ausflugsziel. Für das Flanieren zum Fürstenberg baute Barxell den Fürstenbergweg zur schattigen Allee aus. Später hieß der Weg Hindenburgallee und ist zum Teil als Bücklestraße erhalten geblieben. Die damals um den Pavillon gepflanzten Bäume (Linden, Kastanien und Platanen) sind als Kreis noch erhalten. In mehreren Metern Höhe sind noch Haken zur Befestigung von Lampionketten zu sehen. Diese stammen aber aus späterer Zeit, vermutlich aus der Zeit nach dem Zweiten Weltkrieg.

„Auf einem der schönsten Punkte der Umgebung, unweit Konstanz, habe ich eine Strecke Waldes urbar gemacht und eine Wirtschaft eingerichtet. In diesem schön gelegenen Lokale, das von zwei Waldungen umgeben ist, bietet nach unserer Stadt, dem Obersee und den Alpen hin, eine der malerisch-schönsten Aussichten der ganzen Seegegend dar.“

„Alle Stände suchten an Lenznachmittagen und an Sommerabenden Erholung und Erfrischung auf dem reizenden Hügel. Die Fräulein der Stadt tanzten dort ihre Francaise. Die Beamten vergaßen dort ihre Sorgen, und die Handwerker alle Mühe und Verdruß. Adliche, Geistliche und Weltliche perlierten, disputirten und politisirten in die freie warme Luft hinein.“

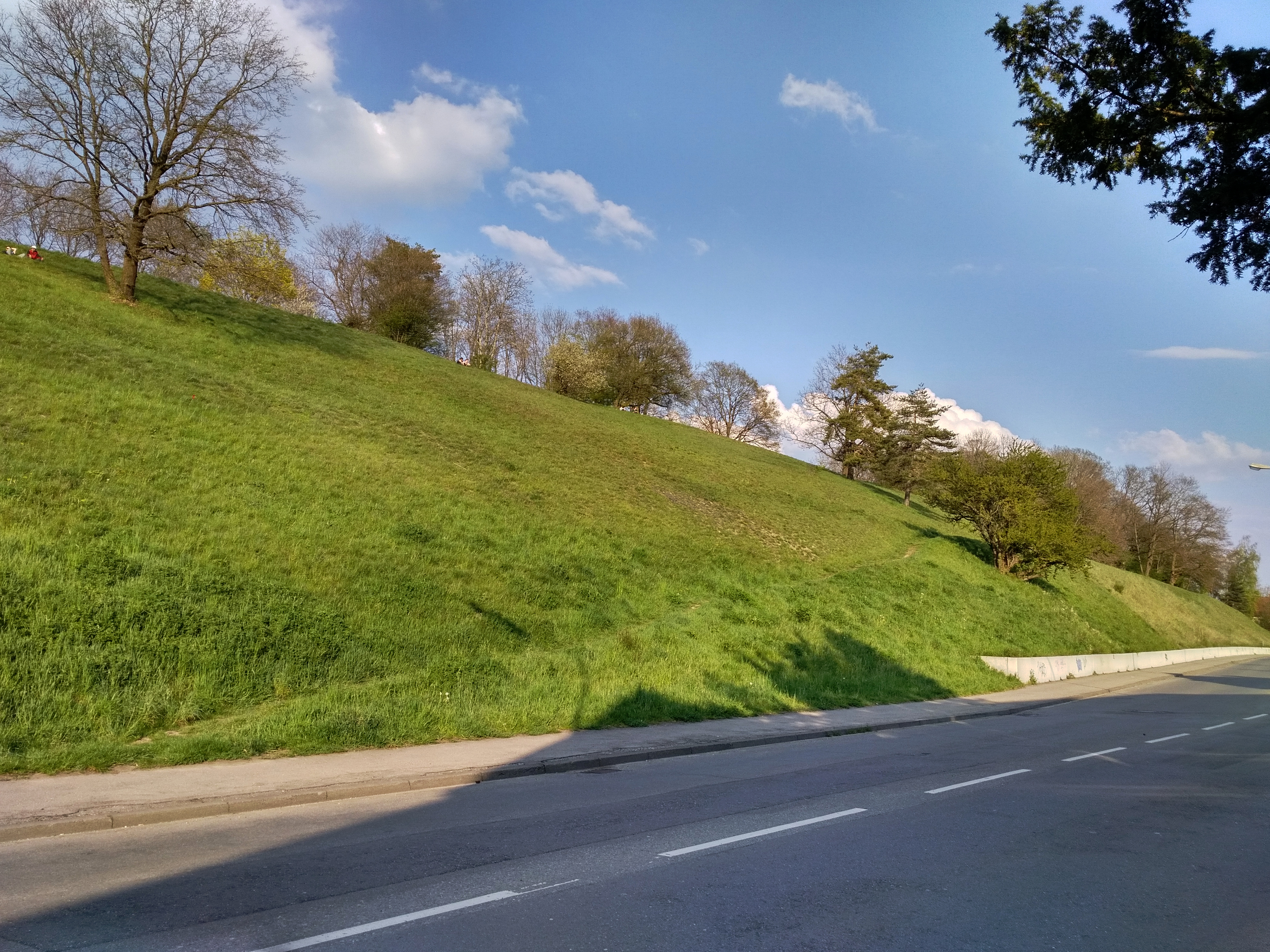
Südwestseite des Fürstenbergs (2019)

Mitte des 19. Jahrhunderts endete der Wirtschaftsbetrieb auf dem Fürstenberg. Nur der Bierkeller wurde weiter benutzt. Heute ist er Depot der Spitalkellerei Konstanz. Das Alte Torfstecherhaus auf der Nordseite des Fürstenbergs dient seit 1906 als Armenhaus der Gemeinde Wollmatingen. Anfang des 20. Jahrhunderts wurde im Westen das Herosé-Werk und eine Siedlung errichtet.
1932 kaufte die Stadt Konstanz Barxell den nordöstlichen Teil des Fürstenbergs ab, 1933 das restliche Gebiet.
Vor oder während des Zweiten Weltkriegs wurden von Nationalsozialisten Gänge im Fürstenberg angelegt, um als Luftschutzräume zu dienen. Die Stollen wurden aber vermutlich selten genutzt. 1936/37 wurde auf der Südseite des Fürstenbergs die Chérisy-Kaserne angelegt und oben auf dem Fürstenberg gab es eine kleine Geschützstellung. Gerüchteweise sollen die Stollen von der Kaserne aus zum Fürstenberg und durch diesen gegraben worden sein – laut Stadt gibt und gab es aber keine solche Verbindung. Der Fürstenberg soll von der Chérisy-Kaserne bis zum vom Reichsarbeitsdienst trockengelegten ehemaligen Moor Haidelmoos unterquerbar gewesen sein, davon ausgehend längs bis zur Ostseite. Zum Stollensystem gab es vier Zugänge aus Süden und je einen von Norden und Osten. Bis 1944 wurden dort insgesamt 600 m Stollen gebaut. Nach dem Ende des Kriegs haben Bürger das Holztragwerk verfeuert; 1949 schüttete man die Stollen zu und verschloss die Stolleneingänge mit Beton. Die durch Einbrüche der Stollen entstandenen Einsackungen und anschließenden Auffüllungen sind heute noch auf dem Fürstenberg sichtbar.
Von einer Bebauung in den 1960er Jahren wurde nach Probebohrungen Abstand genommen. In den 1950er und 1960er Jahren wurde an der Südseite des Fürstenbergs der Fuß ausgegraben, um die Bundesstraße zu verbreitern, die heute Fürstenbergstraße heißt.
Seit Beginn des 21. Jahrhunderts dient der Fürstenberg als Naherholungsgebiet.
Nachdem Ende Februar 2012 bei Pflegearbeiten ein Vorderrad eines Traktors eingebrochen war, wurde der Fürstenberg ab dem 1. November 2012 wegen Einsturzgefahr gesperrt. Wenn das Stollensystem als Luftschutzbunker genutzt wurde, müssen sich auch irgendwo größere, unterirdische Aufenthaltsräume befinden, die besonders einsturzgefährdet sind. Es gibt kaum Aufzeichnungen über das Luftschutzsystem und die Lage der Stollen beim Bundes-Militärarchiv in Freiburg und beim Stadtarchiv Konstanz. Aufgrund dieser Unklarheit sperrte die Stadt als Vorsichtsmaßnahme den gesamten Fürstenberg. Nach gut einem Jahr wurde zum 26. November 2013 das Betretungsverbot wieder aufgehoben. Probebohrungen und die Prüfung der Archivunterlagen hatten ergeben, dass die Stollen umfangreich verfüllt worden waren und erneute Erdeinbrüche unwahrscheinlich seien.